# Gyeplabda a 2016. évi nyári olimpiai játékokon
A 2016. évi nyári olimpiai játékokon a gyeplabdatornákat augusztus 6. és 19. között rendezik. A férfi és női tornán is 12 csapat vehet részt. Magyar csapat a gyeplabdában nem vesz részt.
A mérkőzések lebonyolításán változtattak az eddigi olimpiákhoz képest. Az eddigi kétszer 35 perces mérkőzések helyett ezen az olimpián négyszer 15 percig tart majd egy mérkőzés. Újdonságként bevezetik az időkérés lehetőségét, és a gólok és kornerek utáni 40 másodperc szünetet.

## Éremtáblázat
| A 2016. évi nyári olimpiai játékok éremtáblázata gyeplabdában | A 2016. évi nyári olimpiai játékok éremtáblázata gyeplabdában | A 2016. évi nyári olimpiai játékok éremtáblázata gyeplabdában | A 2016. évi nyári olimpiai játékok éremtáblázata gyeplabdában | A 2016. évi nyári olimpiai játékok éremtáblázata gyeplabdában | Olimpia  |
| ------------------------------------------------------------- | ------------------------------------------------------------- | ------------------------------------------------------------- | ------------------------------------------------------------- | ------------------------------------------------------------- | -------- |
|                                                               | Ország                                                        | Arany                                                         | Ezüst                                                         | Bronz                                                         | Összesen |
| 1.                                                            | Argentína (ARG)                                               | 1                                                             | 0                                                             | 0                                                             | 1        |
| 1.                                                            | Nagy-Britannia (GBR)                                          | 1                                                             | 0                                                             | 0                                                             | 1        |
|                                                               |                                                               |                                                               |                                                               |                                                               |          |
| 3.                                                            | Belgium (BEL)                                                 | 0                                                             | 1                                                             | 0                                                             | 1        |
| 3.                                                            | Hollandia (NED)                                               | 0                                                             | 1                                                             | 0                                                             | 1        |
|                                                               |                                                               |                                                               |                                                               |                                                               |          |
| 5.                                                            | Németország (GER)                                             | 0                                                             | 0                                                             | 2                                                             | 2        |
|                                                               |                                                               |                                                               |                                                               |                                                               |          |
| Összesen                                                      | Összesen                                                      | 2                                                             | 2                                                             | 2                                                             | 6        |

## Érmesek

### Férfi torna
| A 2016. évi nyári olimpiai játékok érmesei férfi gyeplabdában | A 2016. évi nyári olimpiai játékok érmesei férfi gyeplabdában | A 2016. évi nyári olimpiai játékok érmesei férfi gyeplabdában | A 2016. évi nyári olimpiai játékok érmesei férfi gyeplabdában |
| --- | --- | --- | ------------------------------------------------------------- |
| Arany | Ezüst | Bronz |                                                               |
| Argentína (ARG) | Belgium (BEL) | Németország (GER) |                                                               |
| Juan Manuel Vivaldi Gonzalo Peillat Juan Ignacio Gilardi Facundo Callioni Lucas Rey Matías Paredes Joaquín Menini Lucas Vila Luca Masso Ignacio Ortiz Juan Martín López Juan Manuel Saladino Isidoro Ibarra Matías Rey Manuel Brunet Agustín Mazzilli Lucas Rossi Pedro Ibarra | Arthur Van Doren John-John Dohmen Florent Van Aubel Sébastien Dockier Cédric Charlier Gauthier Boccard Emmanuel Stockbroekx Thomas Briels Felix Denayer Vincent Vanasch Simon Gougnard Loïck Luypaert Tom Boon Jérôme Truyens Elliot Van Strydonck Tanguy Cosyns | Nicolas Jacobi Mathias Müller Linus Butt Martin Häner Moritz Trompertz Mats Grambusch Christopher Wesley Timm Herzbruch Tobias Hauke Tom Grambusch Christopher Rühr Martin Zwicker Moritz Fürste Florian Fuchs Timur Oruz Niklas Wellen |                                                               |

### Női torna
| A 2016. évi nyári olimpiai játékok érmesei női gyeplabdában | A 2016. évi nyári olimpiai játékok érmesei női gyeplabdában | A 2016. évi nyári olimpiai játékok érmesei női gyeplabdában | A 2016. évi nyári olimpiai játékok érmesei női gyeplabdában |
| --- | --- | --- | ----------------------------------------------------------- |
| Arany | Ezüst | Bronz |                                                             |
| Nagy-Britannia (GBR) | Hollandia (NED) | Németország (GER) |                                                             |
| Maddie Hinch Laura Unsworth Crista Cullen Hannah Macleod Georgie Twigg Helen Richardson-Walsh Susannah Townsend Kate Richardson-Walsh Sam Quek Alex Danson Giselle Ansley Sophie Bray Hollie Webb Shona McCallin Lily Owsley Nicola White | Joyce Sombroek Xan de Waard Kitty van Male Laurien Leurink Willemijn Bos Marloes Keetels Carlien Dirkse van den Heuvel Kelly Jonker Maria Verschoor Lidewij Welten Caia van Maasakker Maartje Paumen Naomi van As Ellen Hoog Margot van Geffen Eva de Goede | Nike Lorenz Selin Oruz Anne Schröder Lisa Schütze Charlotte Stapenhorst Katharina Otte Janne Müller-Wieland Hannah Krüger Jana Teschke Lisa Altenburg Franzisca Hauke Cécile Pieper Marie Mävers Annika Sprink Julia Müller Pia-Sophie Oldhafer Kristina Reynolds |                                                             |